# Mizuki Noguchi
Mizuki Noguchi - (3 de julio de 1978 en Kanagawa, Japón). Corredora japonesa de larga distancia que fue campeona de la prueba de maratón en los Juegos de Atenas 2004.

## Inicios
Se dio a conocer en 1999 tras ganar en su país la media maratón de Inuyama, realizando la segunda mejor marca mundial del año en esta distancia. Después de varias victorias ya era conocida como "La Reina de la Media Maratón"
Participó en su primera maratón en marzo de 2002 en Nagoya, y ganó la prueba con una gran marca de 2h25:35. En enero de 2003 ganó la Maratón de Osaka con 2h21:18, la segunda mejor marca japonesa de la historia y la 5ª del mundo ese año.
De esta manera Noguchi era una de las favoritas para ganar el título mundial ese mismo verano en París. Finalmente acabó 2ª tras la keniana ex-plusmarquista mundial Catherine Ndereba.

## Atenas 2004
La maratón de los Juegos Olímpicos de Atenas 2004 se celebró el 22 de agosto en unas condiciones bastante adversas de calor y humedad. La gran favorita era la británica poseedora del récord mundial Paula Radcliffe. Casi desde el principio Radcliffe se puso a tirar del grupo, que rápidamente fue perdiendo unidades. 
El medio maratón se pasó en 1h14:02, y el grupo de cabeza estaba formado por 12 unidades, incluyendo a Radcliffe, las tres japonesas (Noguchi, Sakamoto y Tosa) y la keniana Ndereba, campeona mundial en 2003.
En el km 25 se produjo el momento clave de la carrera. Mizuki Noguchi pegó un acelerón y solo la etíope Alemu pudo seguirla, aunque no por mucho tiempo. En el km 30 Noguchi ya tenía 26 segundos sobre sus perseguidoras. La favorita Radcliffe se hundió y acabó abandonando la prueba en el km 36. 
Mizuki Noguchi entró en solitario en el Estadio Panathinaiko y ganó la prueba con 2h26:20, mientras que a 12 segundos llegó la keniana Catherine Ndereba, medalla de plata, y a un minuto la estadounidense Deena Kastor, medalla de bronce.
Era el segundo título consecutivo de Japón en la maratón femenina, tras la victoria de Naoko Takahashi en Sídney 2000.

## Tras los Juegos
El 25 de septiembre de 2005 Noguchi ganó de forma brillante la Maratón de Berlín con un tiempo de 2h19:12, que la situaba 3ª en el ranking de todos los tiempos, solo por detrás de la británica Paula Radcliffe (2h15:25) y de la keniana Catherine Ndereba (2h18:47). Era la primera maratón que corría desde su victoria olímpica en Atenas.

## Resultados en competiciones
- Mundiales de París 2003 - 2.ª en maratón (2h24:14)
- Juegos Olímpicos de Atenas 2004 - 1.ª en maratón (2h26:20)

## Mejores marcas
- 10.000 metros - 31:21,03 (Kobe, 25-Abr-2004)
- Media maratón - 1h07:43 (Marugame, 05-Feb-2006)
- Maratón - 2h19:12 (Berlín, 25-Sep-2005)